# Stuorravärri
Stuorravärri är en kulle i Finland. Den ligger i Utsjoki kommun och landskapet Lappland, i den norra delen av landet, 1 000 km norr om huvudstaden Helsingfors. Toppen på Stuorravärri är 501 meter över havet.
Terrängen runt Stuorravärri är platt åt nordost, men åt sydväst är den kuperad.  Trakten runt Stuorravärri är nära nog obefolkad, med mindre än två invånare per kvadratkilometer. Närmaste större samhälle är Karigasniemi, 15,0 km nordväst om Stuorravärri. Omgivningarna runt Stuorravärri är i huvudsak ett öppet busklandskap.